# Leopold Blaustein
Leopold Blaustein (ur. 1905 we Lwowie, zm. 1942/1944) – polski filozof, fenomenolog, estetyk, psycholog. Uczeń Kazimierza Twardowskiego, znawca i krytyk filozofii Edmunda Husserla.

## Życiorys
Blaustein był uczniem Kazimierza Twardowskiego, uczęszczał na seminaria Kazimierza Ajdukiewicza i Romana Ingardena.
Data śmierci Blausteina nie jest znana. Według jednej wersji, zginął zamordowany wraz z żoną i synem przez Niemców we Lwowie w 1942 roku. Według innej wersji popełnił samobójstwo w 1943 lub 1944.

## Koncepcje filozoficzne
Był krytycznym zwolennikiem fenomenologii Edmunda Husserla. Uważał, że właściwą metodą prowadzenia badań w filozofii jest metoda fenomenologiczna, z właściwą jej koncepcją redukcji ejdetycznej. Chodzi o intuicyjny, bezpośredni ogląd ("źródłowo prezentującą się naoczność"), który Edmund Husserl nazwał zasadą wszystkich zasad. Naoczność ta ma być gwarantem prawomocności poznania. W niej samouobecniają się rzeczy i osoby. Na tej właśnie zasadzie oparta jest fenomenologiczna koncepcja filozofii i do niej stosuje się metoda fenomenologii i redukcja eidetyczna. W sprawach bardziej szczegółowych Blaustein trzymał się jednak swojego nauczyciela Kazimierza Twardowskiego, a w szczególności jego przekonań, na temat filozoficznej postawy badawczej w kwestii "oczytania filozoficznego" (Husserl - przeciwnie do Twardowskiego - uważał, że takie oczytanie jest niepotrzebne). 
Blaustein zajmował się m.in. ale nie tylko, badaniem doświadczenia estetycznego, a więc zajmował się raczej określonymi przedstawieniami. Stworzył on koncepcję konkurencyjną dla koncepcji Romana Ingardena, mianowicie uważał on, że podstawą i początkiem doświadczenia estetycznego jest refleks estetyczny, dla Ingardena natomiast była to emocja wstępna. Blaustein zajmował się raczej percepcyjną stroną zagadnień estetycznych. Kładł nacisk na wagę percepcji, a nie emocji. Twierdził, że "percepcja i związane z nią emocje są zasadniczymi składnikami doznania estetycznego, będącego całością przeżyciową wyższego rzędu".
Pomiędzy percepcją a emocjami dostrzegał Blaustein więź strukturalną - nie przyczynowo-skutkową. Mówił w związku z tym o „długotrwałym rozkoszowaniu się przedmiotem”.

### Podział aktów
Podstawowym schematem teoretycznym w filozofii Blausteina jest schemat podmiotowo-przedmiotowy, właściwy fenomenologii. Schemat ten wywodzi się od Brentana. Sferę psychiczną wyznacza intencjonalność. Intencjonalność (intendowanie) wymaga spełniania aktów (akty to właśnie owe intencjonalne skierowania na przedmioty (W tradycji szkoły lwowskiej, zgodnie z poglądami Kazimierza Twardowskiego 'przedmiot' oznacza wszelkie obiectum (z łac. 'obiectum' - to, co rzucone naprzeciw), wszelkie coś, do którego można się w jakikolwiek sposób odnieść, do czego można intendować (skierować się ku czemuś intencjonalnie). Takie rozumienie przedmiotu zakłada schemat kartezjański i zostało szerzej rozwinięte przez Franza Brentano, który zalecał swoim uczniom studiowanie dzieł Kartezjusza), a więc także kogoś, kto te akty spełnia. Źródłem, punktem wyjścia aktów jest 'spełniacz aktów' (podmiot), a punktem dojścia jest przedmiot. Innymi słowy psychiczność to aktowość, która wymaga istnienia wektora (skierowania) oraz pary uporządkowanej. Blaustein przyjmuje pogląd Brentana, że wszystkie akty psychiczne są przedstawieniami lub na przedstawieniach się opierają. Same akty dzielą się na przedstawienia, uczucia i sądy. Przedstawienia to uobecnianie się przedmiotów, ale tylko takich, które można sobie przedstawić poprzez wskazanie położenia przedmiotu i jego granicy. Położenie to usytuowanie przedmiotu wśród innych przedmiotów, a granica to informacje na temat styczności obiektu (przedmiotu) z innymi obiektami. Przedstawienie oznacza, innymi słowy, wyodrębnianie czegoś z tła. Sądzenie to odrzucanie lub uznawanie istnienia przedmiotów oraz ujmowanie związków logicznych pomiędzy nimi. Uczucia to porządek aksjologiczny, porządek upodobania i dezaprobaty, kochania i nienawidzenia. Odnoszą się one do poczucia braku lub wypełnienia czymś, co w tradycji fenomenologicznej określano mianem Dignitas.

### Budowa przedstawienia

#### Intencjonalność
Przedstawienie to psychiczny akt intencjonalny. "Intencjonalny" oznacza, że akt ten jest na skierowany na jakiś przedmiot, zmierza ku czemuś - intenduje. Przedmiotem intencjonalnym przedstawienia może być każdy przedmiot. Przedstawienie jako prosty, swoisty akt składa się z dwóch niesamoistnych elementów: jakości i materii aktu. Tak mówi o tym Blaustein:
„Materię aktu można też nazwać jego "treścią psychiczną". Treść psychiczna aktu jest tą częścią niesamoistną aktu, która sprawia, iż akt zwraca się do tego właśnie a nie innego przedmiotu oraz iż ujmuje przedmiot swój jako wyposażony w takie a nie inne właściwości. Jakość aktu jest tą niesamoistną jego częścią, która sprawia, że jest on właśnie przedstawieniem, a nie sądzeniem lub doznawaniem uczuć. Wzajemna niesamoistność jakości i materii sprawia, iż w introspekcji dana jest nam zawsze całość z obu złożona, a nigdy jakość bez materii lub materia bez jakości. Do wyróżnienia drogą abstrakcji obu tych składników aktu skłania nas jednak cały szereg argumentów, przytoczonych przez Twardowskiego, Meinonga, Husserla i innych, po dzień dzisiejszy w literaturze filozoficznej nieobalonych”
Intencjonalność tkwi w jakości aktu. To ona sprawia, że akt zwraca się w ogóle ku jakimś przedmiotom. Przedstawienie, sądzenie, etc. różnią się jakością aktu, tzn. przedstawienie przedmiot uobecnia, natomiast sądzenie akceptuje lub odrzuca. Materia aktu nadaje tej intencji kierunek. 
Istotną cechą przedstawień jest naoczność. 

#### Naoczność
Przedmioty mogą być uobecniane naocznie i nienaocznie. Nienaoczna prezentacja odbywa się za pośrednictwem pojęć. Naoczna jest żywa i doznaniowa, ponieważ przebiega za pośrednictwem zmysłów, a więc bezpośrednio. W wypadku naoczności przedstawień przedmiotów można mówić o mniejszym lub większym stopniu naoczności. Bezpośredni (naoczny) dostęp do przedmiotów mamy za pośrednictwem treści prezentujących. Naoczność jest niepojęciowa, w związku z czym dotyczy tylko wrażeń i wyobrażeń. Wrażenia to inaczej dane zmysłowe - nie należą do aktów intencjonalnych (przeżyć świadomych). Mogą być nośnikiem intencjonalności, ale same nie intendują, tylko coś komuś uobecniają, prezentują. Wyobrażenia zaś to jeden z dwóch, obok pojęć, rodzajów przedstawień. Blaustein dzieli je na spostrzegawcze i wtórne. Podział został zaczerpnięty od Kazimierza Twardowskiego. Niezbędnym, ale nie jedynym, warunkiem naoczności przedstawień są tzw. treści prezentujące, czyli naoczne treści zmysłowe. Przedstawienie jest naoczne wówczas, gdy owe treści prezentują przedmiot intencjonalny przedstawienia (prezentują jego wygląd). "(...) wygląd występuje z pretensją do bycia przedmiotem, a przedmiot z pretensją do Selbstgegebenheit (...)". Naoczność wrażeń przewyższa naoczność wyobrażeń. Poprzez wrażenia i ich naoczny charakter, przedmiot uobecnia się najintensywniej, zdaje się być bezpośrednio dany. Stopniowalność naoczności zależy od zawartości (intensywności treści zmysłowych), od tego, w jakim zakresie treść prezentująca uobecnia przedmiot. Stopień naoczności przybiera na sile, kiedy przedmiot oglądany jest z różnych perspektyw.

#### Treść prezentująca i przedmiot intencjonalny
W spostrzeżeniach pewnego obiektu, np. konkretnego domu, w pewnym sensie mamy do czynienia z dwoma przedmiotami. Jeden istnieje zależnie od naszych przedstawień, drugi - nie. Przedmiotem intencjonalnym jest przedmiot, który wyposażamy w pewne właściwości, które spostrzegamy: trójwymiarowa bryła o określonym kształcie, rozmiarach, itd. Tym, co naocznie dane jest jej wygląd, czy widok, który mi się z konkretnej perspektywy prezentuje (treść prezentująca). Nie widzę przecież całego domu, ale jedynie jego fragment - kiedy zaczynam się poruszać i idę wokoło tego domu, prezentują mi się różne jego wyglądy, dające w sumie pewną naoczność - pewną całość tego domu. I tak konstruuję jako podmiot - poprzez przedstawianie sobie pewnych wyglądów - przedmiot intencjonalny.
W pewnych przedstawieniach funkcję treści prezentującej pełnią znaki. W szczególności tam, gdzie nie mam zmysłowego dostępu do przedmiotu (np. w niektórych przedmiotach opisywanych przez nauki szczegółowe, np. fizykę).
Przedmiotem intencjonalnym może być wszystko, co da się w jakikolwiek sposób sobie przedstawić. Odróżniamy go jednak od treści prezentującej. Są dwa podstawowe rodzaje przedmiotów intencjonalnych: formalny, czyli ten, który wyposażam w pewne właściwości w danym akcie intendowania oraz materialny, który wyposażam we właściwości w wielu aktach intendowania. Podział ten nie jest podziałem ontologicznym i nie należy go mylić z podziałem na przedmiot intencjonalny i przedmiot istniejący niezależnie od aktów.
Schemat aktu przedstawienia:

Jakość i materia aktu → Treść Prezentująca → Przedmiot intencjonalny 

### Podział przedstawień
Przedstawienia dzielą się na wyobrażenia i pojęcia. Wyobrażenia dzielą się na spostrzegawcze (spostrzeżenia, czyli percepcje) oraz wtórne. Wyobrażenia wtórne dzielą się na odtwórcze i wytwórcze. 
Przedstawienia
1. Wyobrażenia i pojęcia.
2. Wyobrażenia spostrzegawcze (spostrzeżenia) i wtórne.
3. Wyobrażenia twórcze i odtwórcze.

I. Wyobrażenia i pojęcia.
Przedstawianie sobie czegoś wiąże się z treściami zmysłowymi (naoczność), o ile nie chodzi o przedstawienia faktów psychicznych. Przedmiotem wyobrażeń są obiekty codziennego doświadczenia, np. ludzie, konie, drzewa, domy, itp. Przedmiotem pojęć są obiekty, których nie spostrzegamy, ale są np. stwierdzane w teoriach naukowych, np. przedmioty fizykalne, jak atomy, elektrony, etc., czy metafizyczna rzecz sama w sobie.

## Lista prac
- Husserlowska nauka o akcie, treści i przedmiocie przedstawienia. Lwów 1928.
- Edmund Husserl i jego fenomenologia. "Przegląd Humanistyczny" 2, 1930.
- Przedstawienia imaginatywne. Studium z pogranicza psychologii i estetyki. Polskie Towarzystwo Filozoficzne, Lwów 1930.
- O naoczności jako właściwości niektórych przedstawień. Księga Pamiątkowa Polskiego Towarzystwa Filozoficznego, Lwów 1931.
- Przyczynki do psychologii widza kinowego. Poznań 1933.
- O zadaniach psychologii humanistycznej. Warszawa 1935.
- Lenistwo u dzieci i młodzieży: (źródła i sposoby leczenia). Lwów, 1936
- Rola percepcji w doznaniu estetycznym. "Przegląd Filozoficzny" 1937.
- O ujmowaniu przedmiotów estetycznych. Lwów 1938.
- O percepcji słuchowiska radiowego. Polskie Radio, Warszawa 1938.